# Myacopterus rufosericans
Myacopterus rufosericans är en skalbaggsart som beskrevs av Leon Fairmaire 1893. Myacopterus rufosericans ingår i släktet Myacopterus och familjen långhorningar.
Artens utbredningsområde är Madagaskar. Inga underarter finns listade i Catalogue of Life.